# Sportåret 2010

## Händelser

### Allmänt
- 12-28 februari - Olympiska vinterspelen avgörs i Vancouver och Whistler i British Columbia Kanada.
- 12-21 mars - Paralympiska vinterspelen avgörs i Vancouver och Whistler i British Columbia i Kanada.
- 12-27 november - 16:e Asiatiska spelen i Guangzhou i Folkrepubliken Kina.

### Amerikansk fotboll
- 7 februari - New Orleans Saints besegrar Indianapolis Colts med 31 – 17 i Super Bowl i amerikansk fotboll som avgörs på Sun Life Stadium i Miami i delstaten Florida i USA.

### Bandy

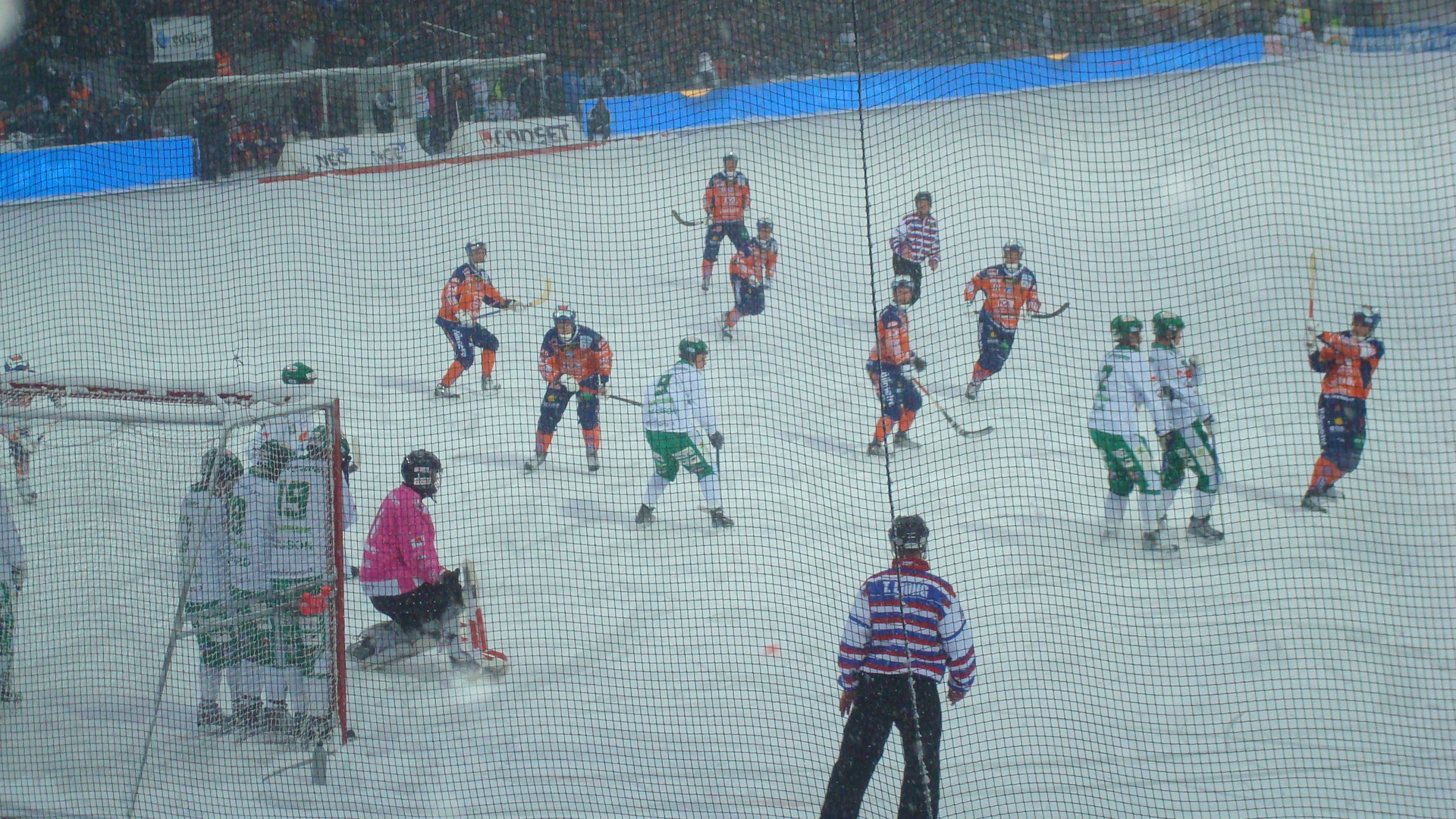
Hammarby IF svenska herrmästare.

- 24-31 januari - Sverige vinner världsmästerskapet för herrar i Moskva, Ryssland före Ryssland och Finland.[1]
- 24-27 februari - Sverige vinner världsmästerskapet för damer i Drammen, Norge före Ryssland och Norge.[2]
- 20 mars - AIK blir svenska dammästare genom att besegra IFK Nässjö med 5-3 på Studenternas IP i Uppsala.[3][4]
- 21 mars - Hammarby IF blir svenska herrmästare genom att besegra Bollnäs GoIF med 3-1 i finalen på Studenternas IP i Uppsala.[5][6]
- 3 oktober - Sandvikens AIK vinner Svenska cupen efter finalseger med 7-3 mot Bollnäs GoIF i Vänersborg.[7][8]
- 17 oktober - Dynamo Kazan besegrar Hammarby IF med 3-1 i World Cup-finalen i Sandviken.[9]

### Baseboll
- 2 april - Basebollarenan Target Field i Minneapolis i Minnesota i USA öppnas.
- 1 november - National League-mästarna San Francisco Giants vinner World Series med 4-1 i matcher över American League-mästarna Texas Rangers.[10]

### Basket
- 17 juni - Los Angeles Lakers vinner NBA-finalserien mot Boston Celtics.[11]
- 28 augusti-12 september - Världsmästerskapet för herrar spelas i Turkiet, och vinns av USA före Turkiet och Litauen.[12]
- 3 oktober - Australien blir damvärldsmästare genom att finalslå Tjeckien med 89-69 i Karlovy Vary.[13]

### Drakbåtspaddling
- Den 13-15 augusti avgjordes drakbåts-EM för landslag 2010 i Amsterdam i Nederländerna.
- Under sommaren går drakbåts-VM för landslag 2010 i Szeged i Ungern.

### Fotboll
- 8 januari – De togolesiska fotbollsherrarna utsätts för en terroristattack när laget i sin spelarbuss är på väg till det afrikanska mästerskapet i Angola. Tre personer ur sällskapet dödas och ett antal skadas.
- 10-31 januari - Egypten vinner Afrikanska mästerskapet i Angola genom att besegra Ghana med 1–0 i finalen, medan Nigeria slutar trea.[14]
- 24 februari-3 mars - USA vinner damlandslagsturneringen Algarve Cup i Portugal genom att besegra Tyskland med 3–2 i finalen i Faro.[15]
- 12 maj - Club Atlético de Madrid vinner Uefa Europa League 2009/2010 genom att finalslå Fulham FC med 2-1 i förlängning på Volksparkstadion i Hamburg.[16]
- 20 maj - Olympique Lyonnais vinner Uefa Women's Champions League genom att besegra 1. FFC Turbine Potsdam med 7-6 på straffar efter 0-0 i ordinarie speltid och förlängning i finalen i Getafe.[17]
- 21 maj - Inter vinner Uefa Champions League genom att finalslå FC Bayern München med 2-0 på Santiago Bernabéu-stadion i Madrid.[16]

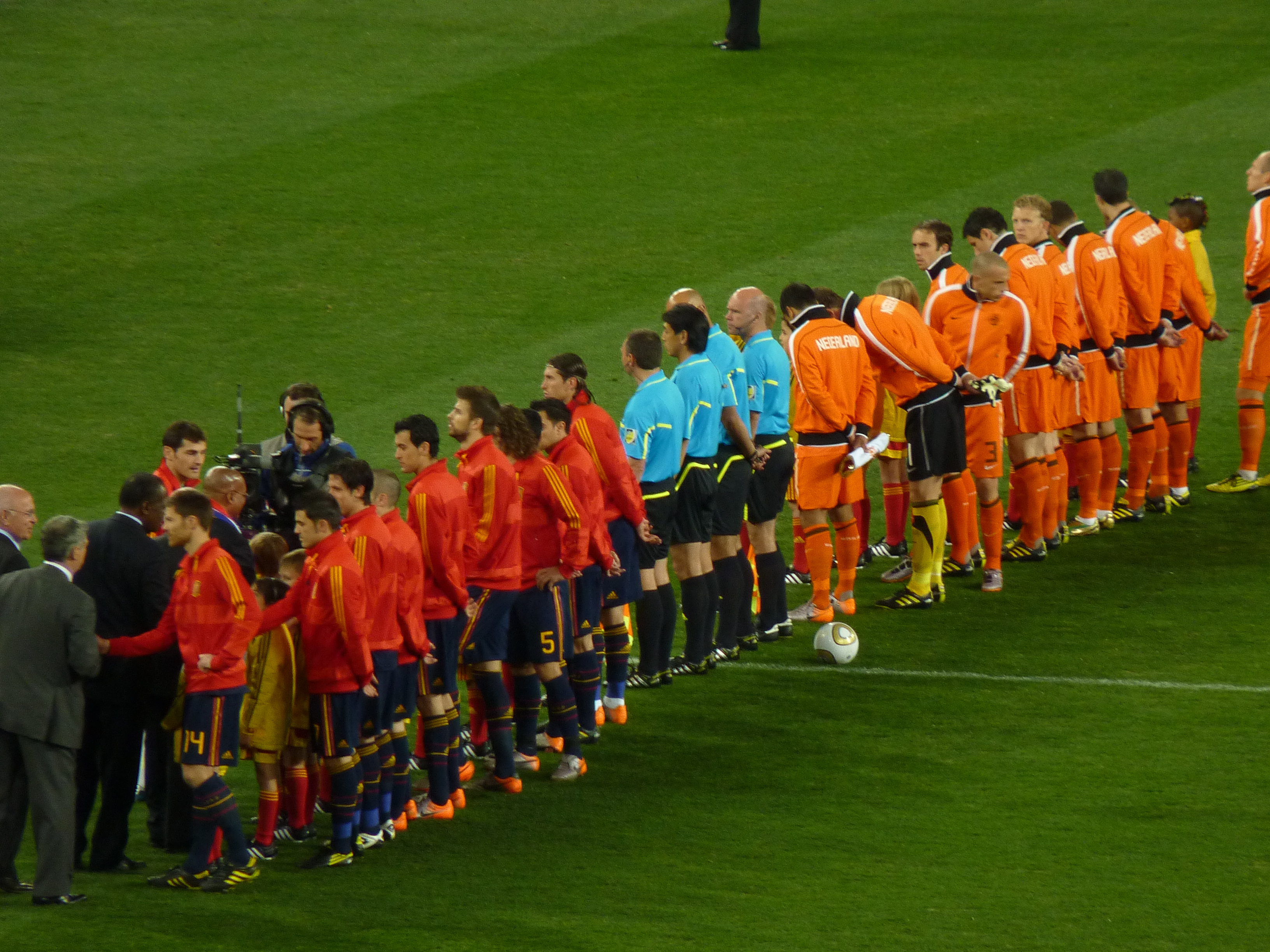
Spanien och Nederländerna uppställda inför VM-finalen.

- 11 juni-11 juli - Spanien vinner VM 2010 i Sydafrika genom att besegra Nederländerna med 1-0 efter förlängning i finalen i Johannesburg, medan Tyskland slår Uruguay med 3-2 i matchen om tredje pris.[18]
- 16 oktober - LdB FC Malmö (tidigare Malmö FF) vinner Damallsvenskan och blir svenska dammästare.[19]
- 31 oktober -  KIF Örebro vinner Svenska cupen för damer genom att besegra Djurgårdens IF med 4–1 i finalen på Kristinebergs IP i Stockholm.[20]
- 7 november - Malmö FF vinner Allsvenskan och blir svenska herrmästare.[21]
- 13 november - Helsingborgs IF vinner Svenska cupen för herrar, genom att besegra Hammarby IF med 1–0 i finalen på Söderstadion i Stockholm.[21]

### Friidrott
- 6 juni – Helena Engman stöter som första svenska dam över 18 meter utomhus i kulstötning.
- 27 juli-1 augusti - Europamästerskapen i Barcelona, Spanien.
- 19-22 augusti – Svenska mästerskapen på Lugnets IP i Falun.
  - 19 augusti – Niklas Arrhenius, Spårvägens FK, svensk mästare i kula.
  - 19 augusti – Helena Engman, Riviera FI, svensk mästare i kula.
  - 20 augusti – Tom Kling-Baptiste, Huddinge AIS, svensk mästare på 100m.
  - 20 augusti – Mustafa Mohamed, Hälle IF, svensk mästare på 10 000m.
  - 20 augusti – Malin Marmbrandt, Västerås FK, svensk mästare i tresteg.
  - 21 augusti – Mustafa Mohamed, Hälle IF, svensk mästare på 3 000m hinder.
  - 21 augusti – Michel Tornéus, IFK Tumba, svensk mästare i längdhopp.
  - 21 augusti – Niklas Arrhenius, Spårvägens FK, svensk mästare i diskus.
  - 21 augusti – Emma Green, Örgryte IS, svensk mästare i höjdhopp.
  - 21 augusti – Hanna-Mia Persson, Örgryte IS, svensk mästare i stavhopp.
- 27-28 augusti – Finnkampen i Helsingfors.
- 31 december - Marílson Gomes dos Santos, Brasilien vinner herrklassen och Alice Timbilil, Kenya vinner damklassen vid Sylvesterloppet i São Paulo.[22]
- Okänt datum - Robert Kiprono Cheruiyot, Kenya vinner herrklassen vid Boston Marathon.[23] medan Teyba Erkesso, Etiopien vinner damklassen.[24]

### Handboll

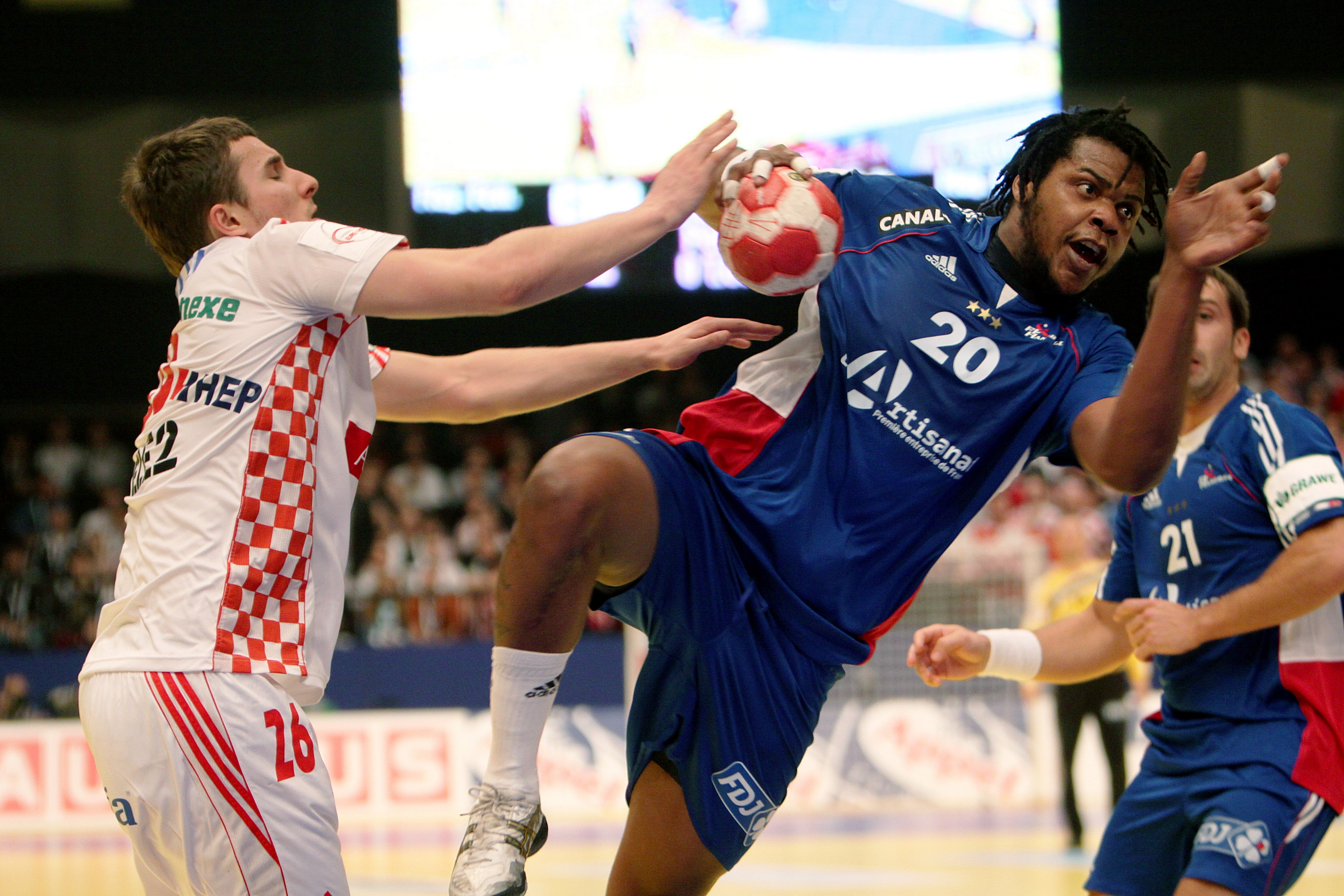
Kamp om bollen: Frankrike-Kroatien.

- 19-31 januari - Frankrike vinner Europamästerskapet för herrar i Österrike före Kroatien och Island.[25]
- 7-19 december - Norge vinner Europamästerskapet för damer i Danmark och Norge före Sverige och Rumänien.[26]

### Innebandy
- 4-11 december - Världsmästerskapet för herrar i Esbo, Helsingfors och Vanda, Finland vinns av Finland före Sverige och Tjeckien.[27]

### Ishockey
- 5 januari - USA vinner juniorvärldsmästerskapet i Saskatoon och Regina genom att finalslå Kanada med 6-5 i sudden death.[28]

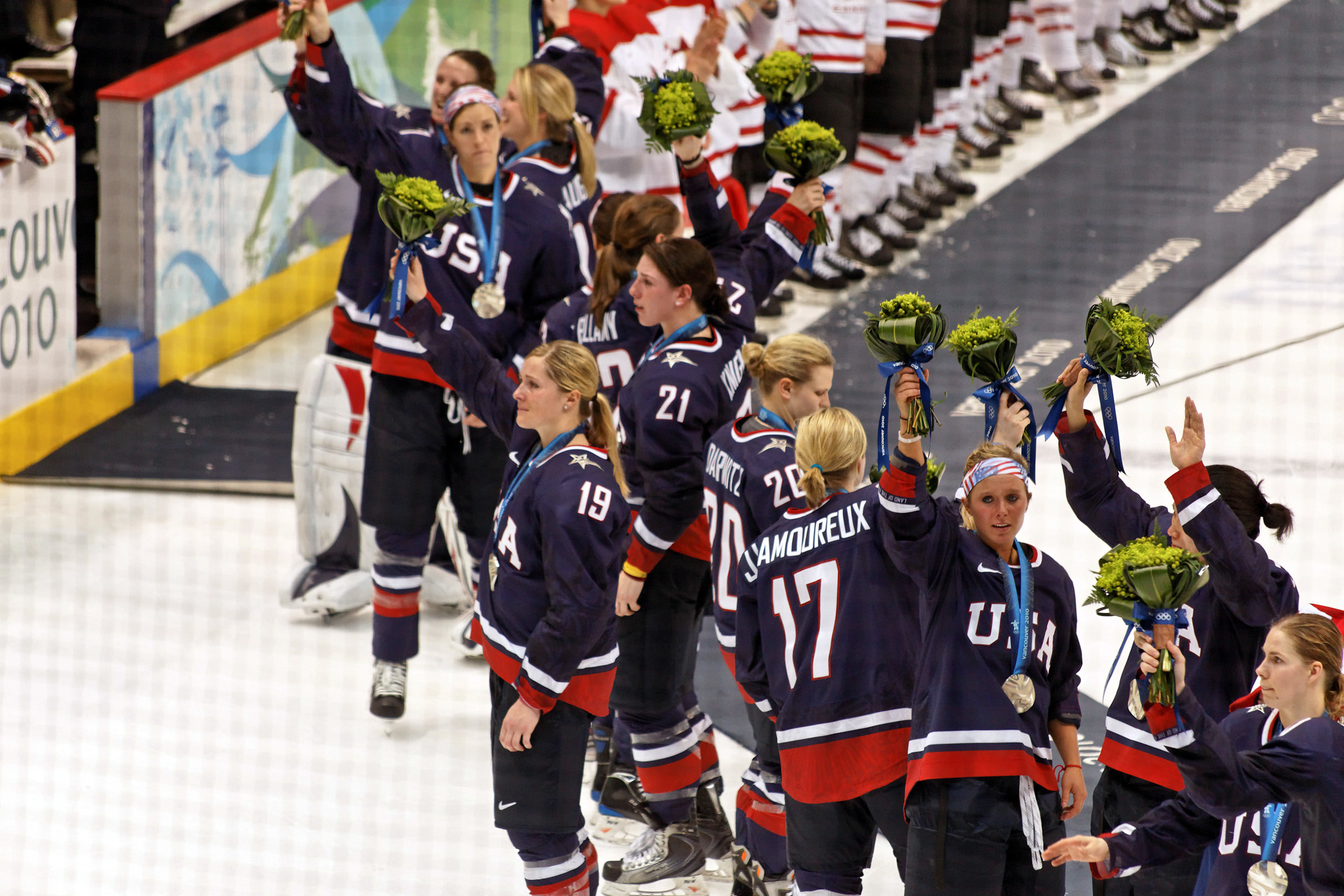
Prisutdelning vid olympiska damturneringen.

- 25 februari - Kanada vinner den olympiska damturneringen i Vancouver i British Columbia i före USA, som finalbesegras med 2-0, och Finland.[29]
- 28 februari - Kanada vinner den olympiska herrturneringen i Vancouver i British Columbia i Kanada före USA, som finalbesegras med 3-2 efter förlängning, och Finland.[30]
- 21 mars - Segeltorps IF blir svenska mästare för damer efter finalseger med 6-0 mot Brynäs IF i Norrköping.[31]
- 27 mars - 3 april - Kanada vinner U-18-världsmästerskapet för damer i Chicago, Illinois, USA före USA och Sverige.[32][33]
- 27-28 mars - Minnesota Whitecaps blir första lag från USA att vinna Clarkson Cup genom att slå Brampton Thunder med 4-0.[34]
- 8 april – Södertälje SK blir klara för Elitserien 2010/2011 efter att ha tagit 1 poäng i den näst sista matchen (omgång 9) mot AIK i kvalet till Elitserien. AIK vann matchen med 2–1 efter mål av Richard Gynge, 17 sekunder in i sudden death.
- 11 april – AIK blir klara för Elitserien 2010/2011 efter att ha besegrat Växjö med 2–0 i den allra sista matchen (omgång 10) i kvalet till Elitserien.
- 21 april – IF Björklöven begärs i konkurs. Klubben räddas, men tvångsnedflyttas från Allsvenskan till Division 1.[35][36]
- 24 april – HV71 blir svenska herrmästare för herrar efter finalseger över Djurgårdens IF.[37]
- 7 maj-23 maj - Världsmästerskapet för herrar spelas i Köln och Mannheim i Tyskland. Tjeckien besegrar Ryssland med 2-1 i finalen medan Sverige slår Tyskland med 3-1 i matchen om tredje pris.[38]
- 9 juni - Stanley Cup avgörs när Patrick Kane gör mål i den sjätte finalmatchen i sudden death. Chicago Blackhawks vinner finalen mot Philadelphia Flyers med 4-2 i matcher.[39] Det är första gången på 49 år som Blackahawks vinner Stanley Cup.

### Lacrosse
- 15-24 juli - Världsmästerskapet i lacrosse spelas i Manchester.[40]

### Motorsport
- 13 juni – Mike Rockenfeller, Timo Bernhard och Romain Dumas vinner Le Mans 24-timmars med en Audi R15 TDI.
- 14 november
  - Sebastian Vettel, Tyskland vinner Abu Dhabis Grand Prix i sin Red Bull, och vinner därmed Formel 1-VM.
  - Sébastien Loeb, Frankrike blir världsmästare i rally.

### Orientering
- 1-2 maj: 10-mila avgjordes i Finspång. Kalevan Rasti vinner herrkaveln, IFK Lidingö SOK vinner damkaveln och Raumar Orientering vinner ungdomskaveln.
- 21 juni: Jukolakavlen avgjordes, Halden SK vinner.
- 8-15 augusti - Världsmästerskapen avgörs i Trondheim.[41] Sverige vinner 2 silver och 2 brons.
- 24-30 juli: O-Ringen avgjordes i Örebro. 13.000 personer deltar, Simone Niggli och David Andersson vinner elit-tävlingarna.
- 10 oktober: 25-manna avgjordes i Vallentuna kommun. Stora Tuna OK vinner.

### Skidsport

#### Alpin skidåkning
- April – Kajsa Kling blir svensk mästare i super G för damer.
- April – Anja Pärson, Tärna IK Fjällvinden blir svensk mästare i störtlopp för damer.

#### Längdskidåkning
- 7 mars - Jörgen Brink, Hudiksvalls IF vinner herrklassen medan Susanne Nyström, IFK Mora vinner damklassen då Vasaloppet avgörs.[42]

#### Skidskytte
- 1-5 december - Säsongens världscup startar i Östersund.

### Tennis
- 7 november - Italien vinner Fed Cup genom att finalbesegra USA med 3-1 i San Diego.[43]
- 5 december - Serbien vinner Davis Cup genom att finalbesegra Frankrike med 3-2 i Belgrad.[44]

### Volleyboll
- 10 oktober - Brasilien blir herrvärldsmästare genom att finalbesegra Kuba med 3-0 i Italien.[45]
- 13 november - Ryssland blir damvärldsmästare genom att finalbesegra Brasilien med 3-2 i Tokyo.[46]

## Avlidna
- 8 januari – Tony Halme, 47, finländsk politiker, fribrottare och boxare.[47]
- 10 februari – Orlando, 74, brasiliansk fotbollsspelare.
- 6 mars – Ronald Pettersson, 74, svensk ishockeyspelare, mer känd som "Sura-Pelle".
- 1 april – Anders "Lillen" Eklund, 52, svensk boxare.
- 17 april – Alexandru Neagu, 61, rumänsk fotbollsspelare.
- 6 maj - Einar Tätting, 92, svensk bandyspelare.
- 9 maj – Erica Blasberg, 25, amerikansk golfspelare. Nyhet på engelska
- 4 juni – John Wooden, 99, amerikansk baskettränare.
- 6 juni – Georgios Karageorgiou, 75, svensk-grekisk TV-sportproducent.
- 1 juli – Eddie Moussa, 26, svensk fotbollsspelare i Assyriska FF.
- 18 augusti – Torbjörn Ek, 61, svensk bandyspelare, årets man i svensk bandy tre gånger (1970, 1972 och 1978).
- 26 augusti – Frank Baumgartl, 55, östtysk hinderlöpare, föll på sista hindret i olympiska sommarspelen 1976 i Montréal.[48]
- 30 augusti – Francisco Varallo, 100, argentinsk fotbollsspelare, siste överlevande från det allra första fotbolls-VM:et 1930.
- 31 augusti – Laurent Fignon, 50, fransk tävlingscyklist.
- 3 september – José Augusto Torres, 71, portugisisk fotbollsspelare och tränare.
- 5 september – Shoya Tomizawa, 19, japansk roadracingförare.
- 6 september – Jimmy Danielsson, 30, svensk ishockeyspelare.
- 22 september – Jorge "Giant" Gonzáles, 44, argentinsk basketspelare och fribrottare.
- 27 september – Trevor Taylor, 73, brittisk racerförare.
- 23 oktober – Lennart "Tigern" Johansson, 69, svensk före detta ishockeyspelare och ishockeytränare.
- 9 november – Rolf Pettersson, 84, svensk ishockeyspelare, världsmästare 1953.
- 28 november - Svante Granlund, 89, svensk ishockeyspelare.
- 10 december – Jacques Swaters, 84, belgisk racerförare.
- 12 december – Tom Walkinshaw, 64, brittisk (skotsk) racerförare och racingstallägare.
- 21 december – Enzo Bearzot, 83, italiensk fotbollstränare och förbundskapten.

### Fotnoter
1. ↑  ”World Championships 2009/10”. Bandysidan. http://www.bandysidan.nu/event.php?EVID=151. Läst 20 augusti 2011.
2. ↑  ”World Championships Women 2009/10”. Bandysidan. http://www.bandysidan.nu/event.php?EVID=153. Läst 20 augusti 2011.
3. ↑  Erik Jonsson (20 mars 2010). ”2010–2019”. Svenska Bandyförbundet. https://www.svenskbandy.se/BANDYFINALEN/HISTORIK/Svenskamastare/Damer/2010-2019/. Läst 19 mars 2020.
4. ↑  Jimmy Andersson. ”Damallsvenskan och kval 09/10”. Jimbo Bandy. Arkiverad från originalet den 6 december 2014. https://web.archive.org/web/20141206135712/http://www.jimbobandy.nu/2010/10_damallsvenskan.html. Läst 20 augusti 2011.
5. ↑  Erik Jonsson (21 mars 2010). ”2010–2019”. Svenska Bandyförbundet. https://www.svenskbandy.se/BANDYFINALEN/HISTORIK/Svenskamastare/Herrar/2010-2019/. Läst 19 mars 2020.
6. ↑  Jimmy Andersson. ”Slutspelet 09/10”. Jimbo Bandy. Arkiverad från originalet den 6 december 2014. https://web.archive.org/web/20141206142345/http://www.jimbobandy.nu/2010/10_slut.html. Läst 20 augusti 2011.
7. ↑  ”Svenska cupen 2010/11”. Bandysidan. http://www.bandysidan.nu/event.php?EVID=154. Läst 19 mars 2020.
8. ↑  Jimmy Andersson. ”Svenska cupen 09/10, 1-4 okt-09”. Jimbo Bandy. Arkiverad från originalet den 6 december 2014. https://web.archive.org/web/20141206134845/http://www.jimbobandy.nu/2010/10_svcupen.html. Läst 20 augusti 2011.
9. ↑  ”Bandy World Cup 2010/11”. Bandysidan. http://www.bandysidan.nu/event.php?EVID=156. Läst 20 augusti 2011.
10. ↑  ”2010 World Series” (på engelska). Baseball-Reference.com. http://www.baseball-reference.com/postseason/2010_WS.shtml. Läst 25 juni 2015.
11. ↑  ”Basketball Reference”. http://www.basketball-reference.com/leagues/NBA_2010_games.html. Läst 25 augusti 2011.
12. ↑  ”Sport Statistics”. Arkiverad från originalet den 28 september 2011. https://web.archive.org/web/20110928052429/http://todor66.com/basketball/World/Men_2010.html. Läst 24 augusti 2011.
13. ↑  ”Sport Statistics”. http://todor66.com/basketball/World/Women_2010.html. Läst 24 augusti 2011.
14. ↑  ”African Nations Cup 2010” (på engelska). RSSF. http://www.rsssf.com/tables/2010a.html. Läst 16 augusti 2011.
15. ↑  ”Algarve Cup 2010 (Women's Tournament” (på engelska). RSSF. http://www.rsssf.com/tablesw/wom-algarve2010.html. Läst 16 augusti 2011.
16. 1 2  ”UEFA European Competitions 2009-10” (på engelska). RSSF. http://www.rsssf.com/ec/ec200910.html. Läst 16 augusti 2011.
17. ↑  ”UEFA Club Championship (Women) 2009/10” (på engelska). RSSF. http://www.rsssf.com/ec/ec-wom2010.html. Läst 16 augusti 2011.
18. ↑  ”World Cup 2010” (på engelska). RSSF. http://www.rsssf.com/tables/2010f.html. Läst 12 augusti 2011.
19. ↑  ”Sweden (Women) 2010” (på engelska). RSSSF. http://www.rsssf.com/tablesz/zwed-wom2010.html. Läst 23 mars 2020.
20. ↑  Mats Taxén (13 oktober 2009). ”Linköping mästare igen”. Svenska Fotbollförbundet. Arkiverad från originalet den 23 mars 2020. https://web.archive.org/web/20200323135110/https://www2.svenskfotboll.se/cuper-och-serier/svenska-cupen-damer/resultat-tidigare-ar/linkoping-mastare-igen/. Läst 23 mars 2020.
21. 1 2  ”Sweden 2010” (på engelska). RSSSF. http://www.rsssf.com/tablesz/zwed2010.html. Läst 23 mars 2020.
22. ↑  ”2010” (på portugisiska). Sylvesterloppet. Arkiverad från originalet den 1 mars 2014. https://web.archive.org/web/20140301040846/http://www.saosilvestre.com.br/2010. Läst 19 augusti 2012.
23. ↑  ”Boston Marathon”. Arkiverad från originalet den 27 april 2015. https://web.archive.org/web/20150427035419/http://www.baa.org/races/boston-marathon/boston-marathon-history/past-champions/past-mens-open-champions.aspx. Läst 9 april 2011.
24. ↑  ”Boston Marathon”. Arkiverad från originalet den 7 mars 2012. https://web.archive.org/web/20120307073943/http://www.baa.org/races/boston-marathon/boston-marathon-history/past-champions/past-womens-open-champions.aspx. Läst 9 april 2011.
25. ↑  ”Sport Statistics”. Arkiverad från originalet den 24 augusti 2011. https://web.archive.org/web/20110824133016/http://www.todor66.com/handball/Europe/Men_2010.html. Läst 23 augusti 2011.
26. ↑  ”Sport Statistics”. Arkiverad från originalet den 24 augusti 2011. https://web.archive.org/web/20110824133615/http://www.todor66.com/handball/Europe/Women_2010.html. Läst 23 augusti 2011.
27. ↑  ”International Floorball Federation”. http://www.floorball.org/default.asp?sivu=5&alasivu=336&kieli=826. Läst 22 augusti 2011.
28. ↑  ”Championnat du monde 2010 des moins de 20 ans” (på franska). Hockey Archives. 5 januari 2010. https://www.hockeyarchives.info/U-20_2010.htm. Läst 9 september 2012.
29. ↑  ”Jeux Olympiques de Vancouver 2010 Tournoi féminin” (på franska). Hockey Archives. 25 februari 2010. https://www.hockeyarchives.info/JOfem2010.htm. Läst 23 februari 2014.
30. ↑  ”Jeux Olympiques de Vancouver 2010” (på franska). Hockey Archives. 28 februari 2010. https://www.hockeyarchives.info/JO2010.htm. Läst 15 augusti 2011.
31. ↑  ”Championnat de Suède féminin 2009/10” (på franska). Hockey Archives. 21 mars 2010. https://www.hockeyarchives.info/Suefem2010.htm. Läst 23 februari 2014.
32. ↑  Andrew Podnieks (4 april 2010). ”Campbell OT for Canadian gold”. Toronto Star. Arkiverad från originalet den 29 juni 2011. https://web.archive.org/web/20110629193835/http://www.iihf.com/channels0910/ww18/news/news-singleview/article/campbell-in-ot-for-canada.html?tx_ttnews%5BbackPid%5D=3990&cHash=7d9fddac77. Läst 4 april 2010.
33. ↑  ”Championnats du monde 2010 des moins de 18 ans féminines” (på franska). Hockey Archives. 3 april 2010. https://www.hockeyarchives.info/U-18fem_2010.htm. Läst 17 mars 2020.
34. ↑  Randy Starkman (29 mars 2010). ”Whitecaps swamp Thunder to win Clarkson Cup”. Toronto Star. http://www.thestar.com/sports/hockey/article/786856--whitecaps-swamp-thunder-to-win-clarkson-cup. Läst 4 april 2010.
35. ↑  Patrik Sjögren (21 april 2010). ”Björklöven hockey begärt i konkurs”. Aftonbladet. http://www.aftonbladet.se/sportbladet/hockey/sverige/allsvenskan/article6995855.ab. Läst 21 april 2010.
36. ↑  ”Ansökan om konkurs”. Bjorkloven.com. 21 april 2010. Arkiverad från originalet den 25 april 2010. https://web.archive.org/web/20100425002033/http://site.bjorkloven.com/index.php/content/display/2885/Anskan-om-konkurs.html. Läst 21 april 2010.
37. ↑  ”Championnat de Suède 2009/10” (på franska). Hockey Archives. 24 april 2010. https://www.hockeyarchives.info/Suede2010.htm. Läst 15 augusti 2011.
38. ↑  ”Championnats du monde 2010” (på franska). Hockey Archives. 23 maj 2010. https://www.hockeyarchives.info/mondial2010.htm. Läst 15 augusti 2011.
39. ↑  ”NHL 2009/10” (på franska). Hockey Archives. 9 juni 2010. https://www.hockeyarchives.info/NHL2010.htm. Läst 15 augusti 2011.
40. ↑  ”How Manchester took sport of lacrosse to its heart” (på engelska). http://news.bbc.co.uk/local/manchester/hi/things_to_do/newsid_8811000/8811519.stm. Läst 5 november 2024.
41. ↑  ”World Orienteering Championships 2010” (på engelska). http://orienteering.org/events/?event_id=4. Läst 20 augusti 2012.
42. ↑  ”Historiska segrare”. Vasaloppet. Arkiverad från originalet den 22 mars 2020. https://web.archive.org/web/20200322121012/https://www.vasaloppet.se/wp-content/uploads/sites/1/2019/09/historiska_segrare_vasaloppet_sve_2019-09-18.pdf. Läst 5 september 2011.
43. ↑  ”Fed Cup”. Arkiverad från originalet den 9 januari 2011. https://web.archive.org/web/20110109220340/http://www.fedcup.com/en/results/tie/details.aspx?tieId=100014392. Läst 21 augusti 2011.
44. ↑  ”Davis Cup”. http://www.daviscup.com/en/results/tie/details.aspx?tieId=100014710. Läst 20 augusti 2011.
45. ↑  ”Sport Statistics”. Arkiverad från originalet den 1 oktober 2011. https://web.archive.org/web/20111001080122/http://todor66.com/volleyball/World/Men_2010.html. Läst 24 augusti 2011.
46. ↑  ”Sport Statistics”. Arkiverad från originalet den 6 mars 2016. https://web.archive.org/web/20160306203111/http://www.todor66.com/volleyball/World/Women_2010.html. Läst 24 augusti 2011.
47. ↑  Tony Halme tog sitt liv, säger Iltasanomat, hbl.fi, 10 januari 2010.
48. ↑  http://newsticker.sueddeutsche.de/list/id/1034635